# Château de Longbost
Le château de Longbost est un édifice situé à Archignat, en France.

## Localisation
Le château est situé sur le territoire de la commune d'Archignat, dans le département de l'Allier, en région Auvergne-Rhône-Alpes, à 3 km au nord-ouest du bourg ; il est accessible par la D 148 (route de Saint-Sauvier).

## Description
Le château est une ancienne maison forte, édifiée à l'emplacement de la ferme actuelle, qui a été démolie il y a un siècle environ. Un manoir élevé à proximité au XIXe siècle garde l'appellation de château. Le corps de logis flanqué d'une tour hexagonale est installé dans un grand parc boisé. Un pigeonnier avec harpages de briques marquait le privilège seigneurial[réf. souhaitée].

## Historique
Le château de Longbost est connu dès 1354, lorsque Louis de Brosse fait aveu de sa terre d’Huriel au duc de Bourbon, pour son vassal Philippe de Lombost, qui détient en arrière-fief sa seigneurie de Lombost. En 1503, Jehan de Longboz, écuyer, reconnaît par son procureur François de la Croix, curé de Tronger, tenir en fief du seigneur de Ponthièvre, à cause de sa châtellenie d’Huriel, « sa maison, grange et pourpris de Lomboz, moulin, terres, deux estangs, prés, pescherie, garennes, boys, buissons, cens, rentes, et tailles ». La maison forte est mentionnée par Nicolas de Nicolay dans sa Générale description de Bourbonnais. La maison forte de Lombost est en 1663, le fief de Gilbert de la Gastine, écuyer, qui donne 300 livres de rente au curé d’Archignat, pour fonder une messe par semaine. Mais, dès la fin du XVIIe siècle, Longbost appartient à la famille Jehannot de Bartillat.